# Robert-Jules Garnier
Pour les articles homonymes, voir Garnier.
Robert-Jules Garnier (parfois crédité Robert Jules Garnier, R. Jules Garnier ou Garnier) est un chef décorateur français, né Jules Robert Garnier le 29 avril 1883 à Sèvres (Hauts-de-Seine), mort le 15 avril 1958 à Condeau (Orne).

## Biographie
Robert-Jules Garnier débute comme chef décorateur sur le court métrage Molière de Léonce Perret (avec Abel Gance puis André Bacqué dans le rôle-titre), sorti en 1909. À partir de 1913, il entame avec Louis Feuillade une fructueuse collaboration qui s'achève à la mort de ce dernier en 1925. Leur filmographie commune comprend notamment les cinq volets de la série cinématographique consacrée à Fantômas par le réalisateur (dont Le Mort qui tue en 1913 et Fantômas contre Fantômas en 1914, avec Georges Melchior et René Navarre), ainsi que de nombreux autres films muets (ex. : La Fille bien gardée en 1924, avec René Poyen et Alice Tissot).
De cette période du muet, mentionnons aussi L'Homme du large de Marcel L'Herbier (1920, avec Charles Boyer et Jaque Catelain), La Femme de nulle part de Louis Delluc (1922, avec Ève Francis et Roger Karl), Marquitta de Jean Renoir (1927, avec Marie-Louise Iribe et Jean Angelo) et L'Équipage de Maurice Tourneur (1928, avec Georges Charlia et Jean Dax).
Après le passage au parlant, Robert-Jules Garnier assiste à plusieurs reprises André Hugon dans les années 1930, entre autres sur Boubouroche (1933, avec Madeleine Renaud et André Berley) et Gangster malgré lui (1935, avec Georges Milton et Françoise Rosay). Citons encore L'Émigrante de Léo Joannon (1940, avec Edwige Feuillère et Jean Chevrier) et Le Père Serge de Lucien Ganier-Raymond (1945, avec Jacques Dumesnil et Mila Parély).
Son avant-dernier film est Rendez-vous de juillet de Jacques Becker (1949, avec Daniel Gélin et Nicole Courcel). Le dernier de sa centaine de films français sort en 1950.

## Filmographie partielle
(CM = court métrage)
- 1909 : Molière de Léonce Perret (CM)
- 1912 : Onésime contre Onésime de Jean Durand (CM)
- 1912 : Onésime aux enfers de Jean Durand (CM)
- 1912 : Le Mystère des roches de Kador de Léonce Perret (CM)
- 1912 : Onésime horloger de Jean Durand (CM)
- 1913 : L'Agonie de Byzance de Louis Feuillade
- 1913 : Onésime aime les bêtes de Jean Durand (CM)
- 1913 : La Marche des rois de Louis Feuillade
- 1913 : La Disparition d'Onésime de Jean Durand (CM)
- 1913 : Fantômas de Louis Feuillade
- 1913 : Juve contre Fantômas de Louis Feuillade
- 1913 : Le Mort qui tue de Louis Feuillade
- 1914 : Fantômas contre Fantômas de Louis Feuillade
- 1914 : Le Faux Magistrat de Louis Feuillade
- 1914 : La Rencontre de Louis Feuillade
- 1914 : Le Roman d'un mousse de Léonce Perret
- 1914 : Le Calvaire de Louis Feuillade
- 1914 : Manon de Montmartre de Louis Feuillade
- 1914 : Severo Torelli de Louis Feuillade
- 1914 : Les Pâques rouges de Louis Feuillade
- 1917 : Judex de Louis Feuillade
- 1919 : Le Bercail de Marcel L'Herbier
- 1919 : L'Énigme de Louis Feuillade
- 1919 : Âmes d'Orient de Léon Poirier
- 1919 : L'Engrenage de Louis Feuillade
- 1920 : Naranaya de Léon Poirier
- 1920 : L'Homme du large de Marcel L'Herbier
- 1920 : Le Penseur de Léon Poirier
- 1920 : Barrabas de Louis Feuillade
- 1921 : Le Coffret de jade de Léon Poirier
- 1921 : L'Orpheline de Louis Feuillade
- 1921 : Chichinette et Cie d'Henri Desfontaines
- 1921 : El Dorado de Marcel L'Herbier
- 1921 : L'Ombre déchirée de Léon Poirier
- 1921 : Les Deux Gamines de Louis Feuillade
- 1921 : Villa Destin de Marcel L'Herbier
- 1921 : Parisette de Louis Feuillade
- 1922 : Son Altesse d'Henri Desfontaines
- 1922 : Jocelyn de Léon Poirier
- 1922 : Don Juan et Faust de Marcel L'Herbier
- 1922 : La Fille des chiffonniers d'Henri Desfontaines
- 1922 : La Femme de nulle part de Louis Delluc
- 1923 : Vindicta de Louis Feuillade
- 1923 : Geneviève de Léon Poirier
- 1923 : Le Gamin de Paris de Louis Feuillade
- 1924 : La Fille bien gardée de Louis Feuillade
- 1924 : L'Orphelin de Paris de Louis Feuillade
- 1924 : Lucette de Louis Feuillade et Maurice Champreux
- 1924 : La Gosseline de Louis Feuillade
- 1924 : Pierrot, Pierrette de Louis Feuillade
- 1925 : La Brière de Léon Poirier
- 1925 : Le Stigmate de Louis Feuillade et Maurice Champreux
- 1927 : Marquitta de Jean Renoir
- 1927 : En rade d'Alberto Cavalcanti
- 1928 : Chantage d'Henri Debain
- 1928 : L'Équipage de Maurice Tourneur
- 1928 : Le Diable au cœur de Marcel L'Herbier
- 1928 : Hara-Kiri d'Henri Debain et Marie-Louise Iribe
- 1929 : Le Crime de Sylvestre Bonnard d'André Berthomieu
- 1930 : Cendrillon de Paris de Jean Hémard
- 1931 : Mon ami Victor d'André Berthomieu
- 1931 : Un chien qui rapporte de Jean Choux
- 1931 : Le Monsieur de minuit d'Harry Lachman
- 1932 : Le Billet de logement de Charles-Félix Tavano
- 1932 : Le Champion du régiment d'Henry Wulschleger
- 1932 : La Folle Nuit de Robert Bibal
- 1932 : Si tu veux d'André Hugon
- 1932 : Aux urnes, citoyens ! de Jean Hémard
- 1932 : Amour... amour... de Robert Bibal
- 1932 : Mise en plis de Jacques Desagneaux
- 1932 : Clochard de Robert Péguy
- 1932 : Monsieur de Pourceaugnac de Tony Lekain et Gaston Ravel
- 1933 : L'Illustre Maurin d'André Hugon
- 1933 : L'Enfant de ma sœur d'Henry Wulschleger
- 1933 : Boubouroche d'André Hugon
- 1933 : Les Ailes brisées d'André Berthomieu
- 1933 : La Paix chez soi d'André Hugon (CM)
- 1933 : L'Assommoir de Gaston Roudès
- 1933 : Les Vingt-huit Jours de Clairette d'André Hugon
- 1933 : Le Fakir du Grand Hôtel de Pierre Billon
- 1934 : Famille nombreuse d'André Hugon
- 1934 : Chourinette d'André Hugon
- 1935 : Moïse et Salomon parfumeurs d'André Hugon
- 1935 : Jérôme Perreau, héros des barricades (ou Jérôme Perreau) d'Abel Gance
- 1935 : Le Gros Lot de Cornembuis d'André Hugon (CM)
- 1935 : Gangster malgré lui d'André Hugon
- 1936 : Les Mariages de Mademoiselle Lévy d'André Hugon
- 1936 : Maria de la nuit de Willy Rozier
- 1936 : Le Faiseur d'André Hugon
- 1937 : La Course à la vertu de Maurice Gleize
- 1937 : La Tour de Nesle de Gaston Roudès
- 1938 : Les Deux combinards de Jacques Houssin
- 1940 : Le Feu de paille de Jean Benoît-Lévy
- 1940 : L'Émigrante de Léo Joannon
- 1940 : Le Café du port de Jean Choux
- 1943 : Une étoile au soleil d'André Zwoboda
- 1944 : Graine au vent de Maurice Gleize
- 1945 : Le Père Serge de Lucien Ganier-Raymond
- 1945 : La Grande Meute de Jean de Limur
- 1945 : Le Roi des resquilleurs de Jean Devaivre
- 1946 : Il suffit d'une fois d'Andrée Feix
- 1947 : Antoine et Antoinette de Jacques Becker
- 1947 : Le Chanteur inconnu d'André Cayatte
- 1948 : Croisière pour l'inconnu de Pierre Montazel
- 1948 : L'Impeccable Henri de Charles-Félix Tavano
- 1948 : L'Idole d'Alexandre Esway
- 1949 : La Veuve et l'Innocent d'André Cerf
- 1949 : Docteur Laennec de Maurice Cloche
- 1949 : Rendez-vous de juillet de Jacques Becker
- 1950 : Né de père inconnu de Maurice Cloche